# Ель-Бураймі
Бура́ймі (Ель-Бураймі; араб. محافظة البريمي) — мухафаза (після 2011 року) в Султанаті Оман.
- Адміністративний центр — місто Ель-Бураймі.
- Площа — 7000 км², населення — 72917 чоловік (2010 рік).

## Географія
Розташоване на самій півночі країни. Є новим утворенням в Султанаті: було утворено в жовтні 2006 року шляхом відділення двох вілайєтів від регіону Ез-Захіра.
На сході межує з регіоном Ель-Батіна, на південному сході з регіоном Ез-Захіра, на заході і півночі з ОАЕ.
Саме місто Ель-Бураймі являє собою оазу на кордоні з ОАЕ. На іншому боці кордону до нього примикає еміратський місто Аль-Айн. Географічні координати міста: 24°15′0″ пн. ш. 55°45′0″ сх. д. / 24.25000° пн. ш. 55.75000° сх. д.. Місто невелике, вулиці не мають власних назв.

## Адміністративний поділ
Губернаторство Бурайми ділиться на 3 вілайєти з центрами в містах:
- Бураймі
- Махді
- Ес-Сінайна